# North Norfolk
North Norfolk ist ein District in der Grafschaft Norfolk in England. Verwaltungssitz ist Cromer; weitere bedeutende Orte sind Beeston Regis, Fakenham, Happisburgh, Holt, Hoveton, Ludham, Mundesley, North Walsham, Overstrand, Scottow, Sheringham, Stalham, Trunch, Walsingham und Wells-next-the-Sea.
Der Bezirk wurde am 1. April 1974 gebildet und entstand aus der Fusion der Urban Districts Cromer, North Walsham, Sheringham und Wells-next-the-Sea sowie der Rural Districts Erpingham, Smallburgh und Walsingham.